# Леоні Кульманн
Леоні Кульманн (нім. Leonie Kullmann, 26 серпня 1999) — німецька плавчиня.
Учасниця Олімпійських Ігор 2016, 2020 років.